# Bastion XV
Die ehemalige Bastion XV (tschechisch bastion XV beziehungsweise bašta XV, ebenfalls bastion XV Všech svatých), auch Bastion XV – Allerheiligen, war ein Teil der früheren und heute nur teils erhaltenen Befestigungsanlage von Prag, konkret der Marienwehrmauer am linken Ufer der Moldau. Sie befand sich in der heutigen Katastralgemeinde Hradčany (deutsch Hradschin) der tschechischen Hauptstadt Prag, die zu den Verwaltungsbezirken Prag 1 und Prag 6 gehört.
Die ältere gotische Befestigung von Prag wurde im 17. und 18. Jahrhundert umgebaut und neu gestaltet und mit Bastionen und Toren ausgestattet; die Marienwehrmauer am linken Ufer von Moldau zählte insgesamt 20 Bastionen, beziffert von I. bis XV. Wie alle Bastionen der Prager Wehranlage, die den Namen eines nahen Sakralbaus trugen, hieß die Bastion XV  „Allerheiligen“ nach einer nahen Kirche. Die Mauer und die Kurtinen waren massiv mit Stein oder Ziegeln armiert und bis zu drei Meter dick.
Die Bastion XV hatte folgende Abmessungen:
Flanke links: 36 m
Face links: 98 m
Face rechts: 95 m
Flanke rechts: 35 m
Kehle: 166 m
Tiefe: 83 m
Das Bastion hatte einen doppelten Wall mit einer Schießlinie (Fausse-Braie).
Dieses Befestigungssystem wurde nach 1866 nach und nach aufgelöst. Heute sind nur noch restliche Objekte erhalten. Um 1899/1900 wurden hier einige Gebäude im Stil der Neorenaissance erbaut, in die 1900 eine Kadettenschule einzog. Später wurde hier die Vysoká škola válečná angesiedelt, mit der Zeit wechselten auch sonstige staatliche Stellen die Räumlichkeiten. Heute ist es das Gebäude des Verteidigungsministeriums der Tschechischen Republik.